# Геннінґ Вінд
Геннінґ Вінд (дан. Henning Wind, 19 січня 1937) — данський яхтсмен.
Бронзовий призер Олімпійських Ігор 1964 року в класі Фінн, учасник 1968 року.
Переможець Золотого кубка Фінн 1968 року.